# Роберт Ресслер
Роберт Кеннет Ресслер (нар. 21 лютого 1937 — пом. 5 травня 2013) — агент ФБР і письменник. Він відіграв значну роль у психологічному профілюванні насильницьких злочинців у 1970-х роках. Йому часто приписують винайдення терміну «серійний вбивця», хоча він є прямим перекладом німецького терміну «serienmörder», введеного у 1930 році берлінським слідчим Ернстом Геннатом. Після звільнення з ФБР він написав низку книг про серійні вбивства та часто читав лекції з кримінології.

## Ранні роки
Роберт Ресслер виріс у Чикаго, штат Іллінойс, і закінчив школу ім. Карла Шурца у 1955 році. Він був сином Джозефа, який працював у відділі безпеки та технічного обслуговування в «Чикаго триб'юн», і Гертруди Ресслер. У ранньому віці Роберт зацікавився вбивцями, оскільки стежив за статтями «Триб'юн» про «Помадного вбивцю». Ресслер стверджував, що він був більше зачарований, ніж наляканий цим сумнозвісним злочинцем, як й інші вбивці зачарували його в останні роки роботи в ФБР. Ресслер два роки навчався в коледжі, потім приєднатися до Армії США, його відправили на Окінаву. Після двох років служби Ресслер вирішив вступити до Школи кримінології та адміністрування в Університеті штату Мічиган. Він закінчив навчання зі ступенем бакалавра та почав працювати над дисертацією, але закінчив лише один семестр. Він повернувся в армію як офіцер, а також пройшов підготовку офіцерів запасу у штаті Мічиган.

## Військова кар'єра
Ресслер служив в Армії США з 1957 до 1962 рік начальником військової поліції взводу в Ашаффенбурзі, як він зазначив у своїй автобіографії «Той, хто бореться з монстрами». Він відповідав за розкриття таких справ, як вбивства, пограбування та підпали. Після чотирьох років, проведених у Німеччині, Ресслер вирішив залишити посаду, його призначили командиром відділу кримінальних розслідувань у Форті Шеридан. Потім він повернувся до штату Мічиган, щоб здобути ступінь магістра з адміністрування, оплачену армією, в обмін на ще два роки служби після закінчення навчання. Здобувши ступінь, він рік служив у Таїланді та рік у Форті Шеридан, де завершив свою кар'єру в армії в званні майора та перейшов до Федерального бюро розслідувань.

## Кар'єра в ФБР
Ресслер приєднався до ФБР у 1970 році. Його прийняли на роботу у відділ поведінкової науки, який займався складанням психологічних профілів насильницьких злочинців, як-от ґвалтівники та серійні вбивці, які зазвичай обирають жертв навмання.
У період з 1976 до 1979 рік Ресслер допоміг організувати інтерв'ю з тридцятьма шістьма ув'язненими серійними вбивцями, щоб знайти паралелі між минулим і мотивами таких злочинців. Він також відіграв важливу роль у створенні Vi-CAP (Програма затримання насильницьких злочинців). Вона складається з централізованої комп'ютерної бази даних з інформацією про нерозкриті вбивства. Інформація збирається від місцевої поліції та порівнюється з іншими нерозкритими вбивствами у США. Працюючи на основі того, що більшість серійних вбивць заявляють про схожість жертв за допомогою стандартного методу (modus operandi), програма допомагає виявити подібні злочини на ранній стадії, якщо вбивця діяв у різних юрисдикціях. Це було перш за все реакцією на появу вбивць-кочівників, які коїли злочини у різних районах. Поки вбивця змінював місце злочинів, поліцейські різних штатів не знали б про розслідування подібних злочинів один одного. Vi-CAP допомагає поліцейським з різних юрисдикцій обмінюватися інформацію та порівнювати її, збільшуючи їхні шанси ідентифікувати підозрюваного.
Він працював над багатьма справами про серійні вбивства, як-от Джеффрі Дамер, Тед Банді, Річард Чейз і Джон Джуберт, а також Джон Вейн Гейсі.

## Життя на пенсії
Ресслер звільнився з ФБР у 1990 році та став автором низки книг про серійні вбивства. Він активно читав лекції студентам і поліцейським з кримінології, у 1993 році його запросили до Лондона для допомоги в розслідуванні вбивств, скоєних Коліном Айрлендом. У 1995 році Ресслер познайомився з південноафриканським профайлером Мікі Пісторіусом на конференції в Шотландії. За її запрошенням він переглянув розслідування «Убивств за абеткою», названих так через місця злочинів неподалік Йоганнесбурга — Аттеріджвіль, Боксбург і Клівленд. Підозрюваний у цих злочинах, Девід Селепе, помер у відділку поліції, до розкриття злочинів у Аттеріджвілі та Боксбурзі. Влада побоювалася, що вони вбили невинну людину, коли справжній винуватець розгулював на свободі. Ресслер вважав, що Селепе справді відповідальний за вбивства в Клівленді, самостійно або зі спільником, а вбивства в Аттеріджвілі та Боксбурзі скоїв один і той же злочинец, але він не причетний до вбивств у Клівленді. Він також зазначив, що вбивця з Аттеріджвіля-Боксбурга стає впевненішим з кожним вбивством і зв'яжеться зі ЗМІ. Як і передбачалося, через деякий час після того, як Ресслер покинув справу, серійний вбивця Мозес Сітол подзвонив у південноафриканську газету «Стар», щоб взяти на себе відповідальність за вбивства в Аттеріджвілі та Боксбурзі.
Візит Ресслера до Сьюдад-Хуареса в Мексиці для розслідування вбивства жінок, що відбувалися там, надихнув Роберто Боланьо на створення персонажа Альберта Кесслера в романі «2666».

## Смерть
Ресслер помер у своєму будинку в окрузі Спотсільванія, штат Вірджинія, у неділю, 5 травня 2013 року, від хвороби Паркінсона. Йому було 76 років.

## Модель для вигаданих персонажів
За сценарієм, написаним за книгою його колеги Джона Дугласа «Мисливець за розумом: Усередині елітного підрозділу серійних злочинів ФБР», Netflix зняв серіал «Мисливець за розумом». Головну роль у ньому виконав Голт Маккеллені, який зіграв спецагента Білла Тенча, головного персонажа, створеного за мотивами Ресслера.

## Книги
- Sexual Homicide: Patterns and Motives (with John E. Douglas, Ann Wolbert Burgess) (1988)
- Whoever Fights Monsters: My Twenty Years Tracking Serial Killers for the FBI (with Tom Shachtman) (1992)
- Justice Is Served (with Tom Shachtman) (1994)
- I Have Lived in the Monster (with Tom Shachtman) (1998)